# Dødheimsgard
Dødheimsgard (znan i kao DHG) norveški je sastav ekstremnoga metala osnovan 1994. u Oslu. U početku je svirao black metal, no na uratku 666 International (1999.) počinje eksperimentirati sa svojom glazbom i priklanja se avangardnom industrial metalu. Godine 2000. skraćuje ime u DHG.
„Dødheimsgard” je spoj triju norveških riječi: Død, što znači „smrt”, heim, što znači „dom” i gard, što (u ovom kontekstu) znači „carstvo”. U prijevodu na hrvatski jezik cjelokupna bi složenica glasila ili „Palača/dom smrti” ili „Carstvo smrti/mrtvih”.

## Životopis

### Osnutak iKronet til konge(1994. – 1995.)
U srpnju 1994., ubrzo nakon osnutka, skupina snima demouradak pod nazivom Promo 1994, koji nikad nije objavljen. 
Nakon snimanja demouratka potpisuje ugovor s njemačkom diskografskom kućom Malicious Records (koja je do 1997. isključivo objavljivala albume norveških black metal-sastava; među njima su bili Borknagar i Gorgoroth), a 1995. objavljuje debitantski studijski album Kronet til konge. Na tom je uratku Aldrahn pjevao i svirao gitaru, a Vicotnik je svirao bubnjeve. Bas-gitaru svirao je Gylve „Fenriz” Nagell, poznat kao član sastava Darkthrone i Isengard.
Nakon snimanja tog albuma sastav snima još jedan promidžbeni demouradak.

### Monumental Possession,Satanic Arti666 International(1996. – 1999.)
Neko vrijeme nakon objave drugog demouratka Fenriz je napustio Dødheimsgard. Godine 1996. Malicious Records objavljuje drugi studijski album Monumental Possession. Na albumu je basist postao Jonas Alver, tadašnji član grupe Emperor. Drugi je gitarist na albumu norveški multiinstrumentalist Ole Jørgen „Apollyon” Moe (član grupa Immortal i Aura Noir).
Dvije godine poslije objavljen je EP Satanic Art; izdala ga je diskografska kuća Moonfog Productions, koju je osnovao Sigurd „Satyr” Wongraven (iz sastava Satyricon). Na tom je uratku Vicotnik počeo svirati gitaru, a bubnjeve je svirao Apollyon; Zweizz (iz sastava Fleuerty) svirao je klavir i klavijature, a Thomas Rune „Galder” Andersen (iz sastava Old Man's Child, a poslije i član skupine Dimmu Borgir) odsvirao je nekoliko gitarskih dionica.
Godine 1999. sastav objavljuje treći studijski album 666 International, na kojem je promijenio glazbeni stil i u pjesme unio osobine industrial metala. Postavu su činili Aldrahn, Vicotnik, Apollyon i Zweizz, a pridružio im se i bubnjar Carl-Michael „Czral” Eide (poznat kao član sastava Aura Noir te kao nekadašnji član grupa Sayricon i Ved Buens Ende).

### Aldrahnov prvi odlazak iSupervillain Outcast(2000. – 2012.)
Godine 2003. Czral i Zweizz napustili su skupinu, a godinu dana poslije napustio ju je i Aldrahn. Sastav je 2006. potvrdio da mu se pridružio pjevač Mathew „Kvohst” McNerney, a godinu poslije objavio je Supervillain Outcast, posljednji album pod licencijom Moonfog Productionsa. To je bio prvi novi studijski album skupine u osam godina.
Na tom je uratku jedini preostali izvorni član sastava bio Vicotnik. Osim novog pjevača Kvohsta sastavu su se pridružili gitarist Tom „Thrawn Hellspawn” Kvålsvoll i basist Kristian „Clandestine” Eidskrem. Posljednji je album sastava na kojem je bubnjeve svirao Czral.
Dana 4. siječnja 2008. objavljeno je da je Kvohst napustio Dødheimsgard. Međutim, u listopadu 2010. ponovno mu se pridružio, a priključili su mu se i bubnjar Sekaran i gitarist Blargh.
Tijekom 2011. skupina je izjavila da Kvohst više nije njezin član. Neko vrijeme nakon toga iz nje su izašli i Blargh i Clandestine.

### Aldrahnov povratak iA Umbra Omega(2013. – 2015.)
Godine 2013. Aldrahn se vraća sastavu, a 16. ožujka 2015. objavljen je peti studijski album A Umbra Omega. To je prvi uradak skupine izdan pod licencijom britanske diskografske kuće Peaceville Records.

### Aldrahnov drugi odlazak iBlack Medium Current(2016. – danas)
Godine 2016. na službenoj je stranici sastava na Facebooku potvrđeno da je Aldrahn ponovno napustio Dødheimsgard.
Sastav je u veljači 2023. izjavio da će šesti studijski album Black Medium Current objaviti 14. travnja 2023.

## Članovi sastava
| Sadašnji članovi - Yusaf „Vicotnik” Parvez – vokali (1996. – 1998., 2011. – 2013., 2016. – danas), gitara (1997. – danas), bubnjevi (1994. – 1996.) - Lars-Emil Måløy – bas-gitara (2015. – danas) - Tommy Thunberg – gitara (2015. – danas) - Øyvind Myrvoll – bubnjevi (2019. – danas) | Bivši članovi - Fenriz – bas-gitara, vokali (1994. – 1996.) - Bjørn Dencker „Aldrahn” Gjerde – vokali (1994. – 2004., 2013. – 2016.), gitara (1994. – 2004.) - Jonas Alver – bas-gitara (1995. – 1996.) - Ole Jørgen „Apollyon” Moe – vokali (1995. – 1999.), gitara (1995. – 1996.), bubnjevi (1996. – 1998.), bas-gitara (1999.) - Cerberus – bas-gitara (1996. – 1998.) - Svein Egil „Zweizz” Hatlevik – klavijature, efekti (1997. – 2003.) - Thomas Rune „Galder” Andersen Orre – gitara (1998.) - Carl-Michael „Czral” Eide – bubnjevi (1999. – 2003.) - Christian „Clandestine” Eidskrem – bas-gitara (2005. – 2011.) - Tom „Thrawn Hellspawn” Kvålsvoll – gitara (2005. – 2008.) - Mathew „Kvohst” McNerney – vokali (2005. – 2008., 2010. – 2011.) - Ole „Jormundgand” Teigen – klavijature (2006. – 2011.) - John Dhana „Sekaran” Vooren – bubnjevi (2009. – 2018.) - Blargh – gitara (2010. – 2015.) - Void – bas-gitara (2011. – 2015.) |

## Diskografija
Studijski albumi
- Kronet til konge (1995.)
- Monumental Possession (1996.)
- 666 International (1999.)
- Supervillain Outcast (2007.)
- A Umbra Omega (2015.)
- Black Medium Current (2023.)

EP-ovi
- Satanic Art (1998.)